# NGC 5043
NGC 5043 est un amas ouvert situé dans la constellation du Centaure. Il a été découvert par l'astronome britannique John Herschel en 1837.

## Observation
Notons qu'il y a peu d'étoiles dans NGC 5043 et que certains pensent qu'il pourrait s'agir d'un simple groupe d'étoiles,. D'ailleurs, peu d'études ont été réalisées pour cet amas.

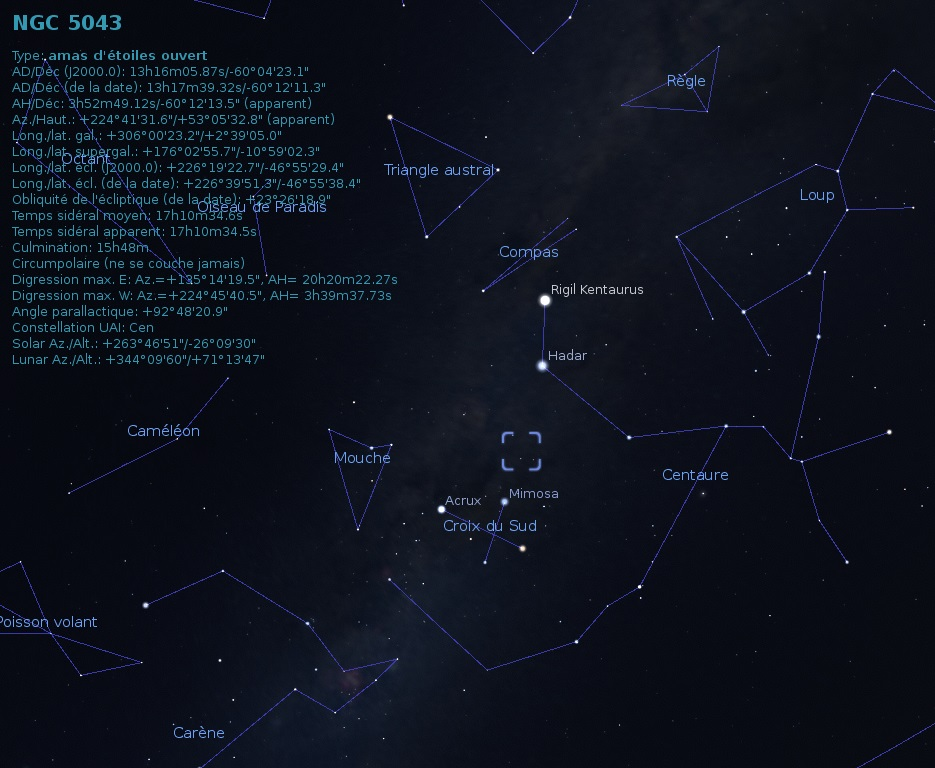
Localisation de NGC 5043 dans la constellation de Scorpion. (Stellarium)

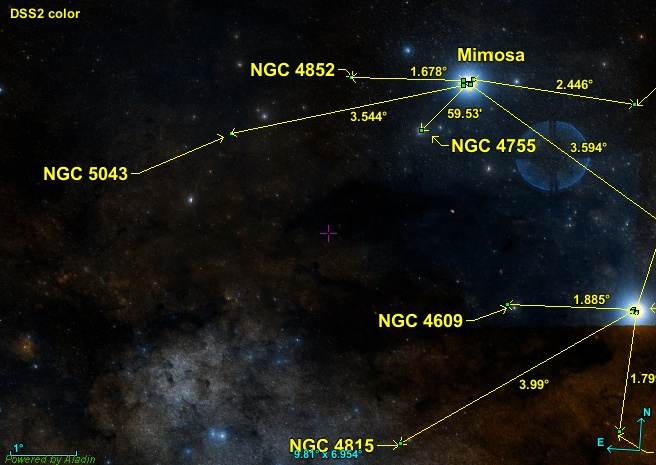
Position de NGC 5043 par rapport une étoile.

NGC 5043 est situé à environ 3,5 degrés au sud-ouest de Mimosa (Beta Crucis). Les amas ouvets NGC 4609, NGC 4755, NGC 4815 et NGC 4852 se trouvent dans la même région du ciel.

## Distance et taille
La base de données Simbad indique deux valeurs de la distances, soit 860 pc et 900 pc une valeur qui vient d'un article publiée en 2005. En utilisant la valeur de 867 pc, on peut déterminer que la taille l'amas est de 8,2 al.

## Âge
Webda indique log10 = 8,79, ce qui correspond à 108,79 = 617 Ma.

## Mouvement propre
Simbad indique une seule valeur du mouvement propre, soit −7,60 ± 4,86 mas en ascension droite et −1,48 ± 3,30 km/s en déclinaison.